# Golf with Your Friends
Golf with Your Friends — компьютерная игра, разработанная Blacklight Interactive и изданная Team17. 30 января 2016 года она появилась в раннем доступе в Steam. Полноценно игра вышла 19 мая 2020 года. 14 апреля 2022 года состоялся релиз на Google Stadia.

## Геймплей
Golf with Your Friends — симулятор гольфа, в котором игрок управляет мячом. В многопользовательском режиме может участвовать до 12 человек. В игре представлено 13 карт с 18 лунками на каждой, но она также позволяет создавать свои уровни через редактор и кастомизировать мяч.

## Реакция

### Отзывы критиков
Мэтью Като из Game Informer поставил игре оценку 7,5 из 10 и в своём итоге заключил, что к Golf with Your Friends не следует относится серьёзно. Крис Скаллон из Nintendo Life дал проекту 6 баллов из 10, из плюсов подмечая большую вариативность кастомизации, из минусов — неудобное управление. Джей Броди Шири из Screen Rant вручил игре 4 звезды из 5 и назвал её красочным и расслабляющим симулятором мини-гольфа.

### Продажи
Летом 2018 года, благодаря уязвимости в защите Steam Web API, стало известно, что точное количество пользователей сервиса Steam, которые играли в игру хотя бы один раз, составляет 2 271 522 человека.